# Коснічу-де-Сус
Коснічу-де-Сус (рум. Cosniciu de Sus) — село у повіті Селаж в Румунії. Входить до складу комуни Іп.
Село розташоване на відстані 409 км на північний захід від Бухареста, 33 км на захід від Залеу, 88 км на північний захід від Клуж-Напоки.

## Населення
За даними перепису населення 2002 року у селі проживали 385 осіб, усі — румуни. Усі жителі села рідною мовою назвали румунську.